# Girusul paracentral anterior
Girusul paracentral anterior (Gyrus paracentralis anterior) este porțiunea anterioară a lobulului paracentral, delimitată anterior de șanțul paracentral, posterior de extremitatea superioară a șanțului central Rolando și reprezintă o continuarea medială a cortexului somatomotor primar (girusul precentral) în care sunt reprezentate coapsa, gamba și laba piciorului. Girusul paracentral anterior, aflat pe lobul frontal, se continuă dincolo de marginea superioară a emisferului cu girusul precentral al lobului frontal. În girusul paracentral anterior se află aria motorie primară (aria 4 Brodmann).